# His favourite Pastime
His favourite Pastime és una comèdia burlesca amb Charlie Chaplin, estrenada el 1914

## Argument
Charlie passa el temps al seu bar habitual, ebri, i organitza una baralla. A la porta, veu una bonica noia en un taxi. La segueix a casa seva i vol seduir-la, desgraciadament el marit d'aquesta última el descobreix.

## Repartiment
- Charles Chaplin
- Roscoe 'Fatty' Arbuckle
- Viola Barry